# Den fatala konserten i Cirkus Fjollinski
Den fatala konserten i Cirkus Fjollinski är en svensk animerad komedifilm från 1916 i regi av Victor Bergdahl. Filmen premiärvisades den 20 mars 1916 på biograf Regina i Stockholm. Den finns bevarad i Sveriges Televisions arkiv.